# ويليام إس. ليند
ويليام إس. ليند (بالإنجليزية: William S. Lind) هو كاتب أمريكي، ولد في 9 يوليو 1947 في كليفلاند في الولايات المتحدة.

## وصلات خارجية
- ويليام إس. ليند على موقع إن إن دي بي (الإنجليزية)